# Liginiac
Liginiac település Franciaországban, Corrèze megyében. Lakosainak száma 657 fő (2022. január 1.). Liginiac Saint-Pierre, Chirac-Bellevue, Neuvic, Sainte-Marie-Lapanouze és Sérandon községekkel határos.

## Népesség
A település népességének változása:
| Lakosok száma | 725  | 618  | 603  | 607  | 596  | 583  | 606  | 644  | 648  | 657  |
|               | 1968 | 1982 | 1990 | 2006 | 2013 | 2015 | 2017 | 2019 | 2020 | 2022 |